# Region Salamat
Region Salamat – jeden z 22 regionów administracyjnych Czadu, znajdujący się w południowej części kraju. Graniczy z regionami: Moyen-Chari, Guéra, Sila oraz Republiką Środkowoafrykańską. Nazwa regionu nawiązuje do rzeki Salamat.
Region zamieszkiwany jest przez kilka różnych wspólnot etniczno-językowych. Najliczniejszą grupę stanowią czadyjscy Arabowie, żyją tu także ludy Daju, Gula Iro, Jonkor Bourmataguil, Birgit, Kibet, Runga, Toram. Podstawą utrzymania ludności jest rybołówstwo, hodowla oraz uprawa bawełny.

## Departamenty
| Departament       | Stolica           | Podprefektury                       |
| ----------------- | ----------------- | ----------------------------------- |
| Aboudeïa          | Aboudeïa          | Aboudeïa, Abgué, Am Habilé          |
| Barh Azoum        | Am Timan          | An Timan, Djouna, Mouraye           |
| Haraze Mangueigne | Haraze Mangueigne | Haraze Mangueigne, Mangueigne, Daha |

## Historia
W latach 2002–2008 region Salamat był jednym z 18 regionów Republiki Czadu.